# Vrăjitoarele din Salem (film din 1957)
Vrăjitoarele din Salem (în franceză Les Sorcières de Salem, în germană Die Hexen von Salem or Hexenjagd) este un film din 1957  regizat de Raymond Rouleau cu un scenariu adaptat de Jean-Paul Sartre după piesa de teatru din 1953, The Crucible, de Arthur Miller, o poveste dramatizată și parțial ficționalizată a proceselor vrăjitoarelor din Salem, care au avut loc în colonia din Golful Massachusetts în perioada 1692–93.

## Distribuție
- Simone Signoret - Elizabeth Proctor
- Yves Montand - John Proctor
- Chantal Gozzi - Fancy Proctor
- Mylène Demongeot - Abigail Williams
- Alfred Adam - Thomas Putnam
- Françoise Lugagne - Jane Putnam
- Raymond Rouleau - Thomas Danforth
- Pierre Larquey - Francis Nurse
- Marguerite Coutan-Lambert - Rebecca Nurse
- Jean Debucourt - Samuel Parris
- Darling Legitimus - Tituba
- Michel Piccoli - James Putnam
- Gerd Michael Henneberg - Joseph Herrick
- Yves Brainville - John Hale
- Pascale Petit - Mary Warren
- Véronique Nordey - Mercy Lewis
- Jeanne Fusier-Gir - Martha Corey
- Jean Gaven - Peter Corey
- Aribert Grimmer - Giles Corey
- Alexandre Rignault - Samuel Willard
- Pâquerette (Marguerite Jeanne Martine Puech) - Sarah Good
- Gérard Darrieu - Ezekiel Cheever
- François Joux - Judecător
- Sabine Thalbach - Kitty
- Ursula Körbs - Wollit
- Hans Klering - Câmp